# Delphinium apolanum
Delphinium apolanum är en ranunkelväxtart som beskrevs av Starm.. Delphinium apolanum ingår i släktet storriddarsporrar, och familjen ranunkelväxter. Inga underarter finns listade i Catalogue of Life.